# Парк-пам'ятка садово-паркового мистецтва
Парк-пам'ятка садово-паркового мистецтва — категорія заповідних об'єктів, що визначається Законом України про природно-заповідний фонд України.
Парки-пам'ятки садово-паркового мистецтва — це найвизначніші та найцінніші зразки паркового будівництва з метою охорони їх і використання в естетичних, виховних, наукових, природоохоронних та оздоровчих цілях.

## Законодавчі положення
Згідно із Законом України про ПЗФ (стаття 3), парки-пам'ятки садово-паркового мистецтва належать до групи штучно створених об'єктів ПФЗ. До цієї групи також належать: ботанічні сади, дендрологічні парки і зоологічні парки.
За тією ж статтею Закону, «парки-пам'ятки садово-паркового мистецтва залежно від їх екологічної і наукової, історико-культурної цінності можуть бути загальнодержавного або місцевого значення.»
Парки-пам'ятки садово-паркового мистецтва можуть перебувати як у власності Українського народу, так і в інших формах власності, передбачених законодавством України. (стаття 4 ЗУ про ПЗФ). У разі зміни форм власності на землю, на якій знаходяться … парки-пам'ятки садово-паркового мистецтва, землевласники зобов'язані забезпечувати режим їх охорони і збереження з відповідною перереєстрацією охоронного зобов'язання. (стаття 4 ЗУ про ПЗФ). Парки-пам'ятки садово-паркового мистецтва відповідно до законодавства України можуть бути визнані юридичними особами. (стаття 5 ЗУ про ПЗФ).
Паркам пам'яткам СПМ присвячено також окрему спеціальну главу Закону України про ПЗФ:
докладніше див. «ГЛАВА 11. ПАРКИ-ПАМ'ЯТКИ САДОВО-ПАРКОВОГО МИСТЕЦТВА»
Територія парків-пам'яток садово-парковогомистецтва познчається на місцевості межовими охоронними знаками.

## Відомі об'єкти
Серед відомих об'єктів ПЗФ України цієї категорії в ранзі об'єктів загальнодержавного значення:

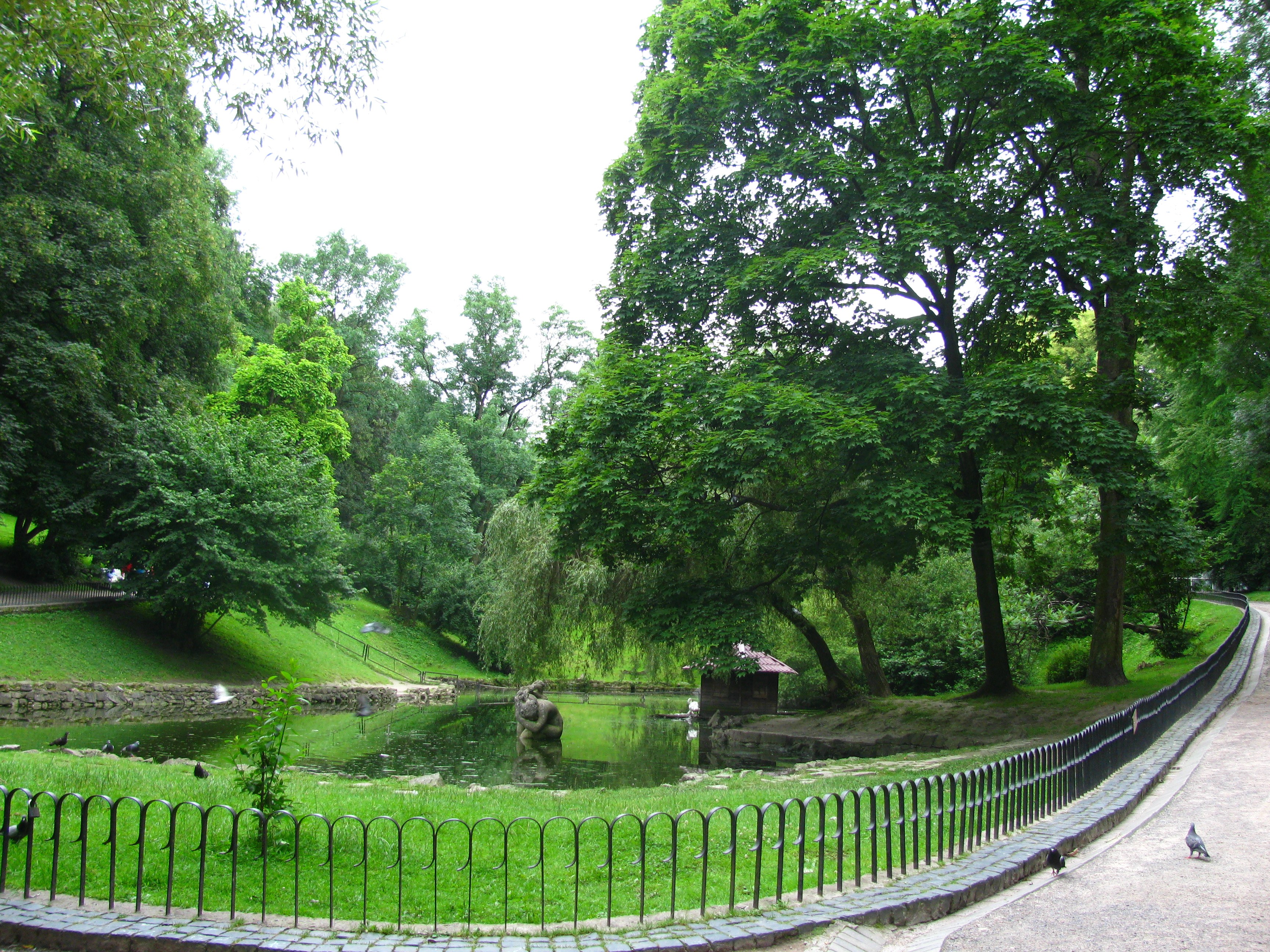
Стрийський парк: Лебедине озеро

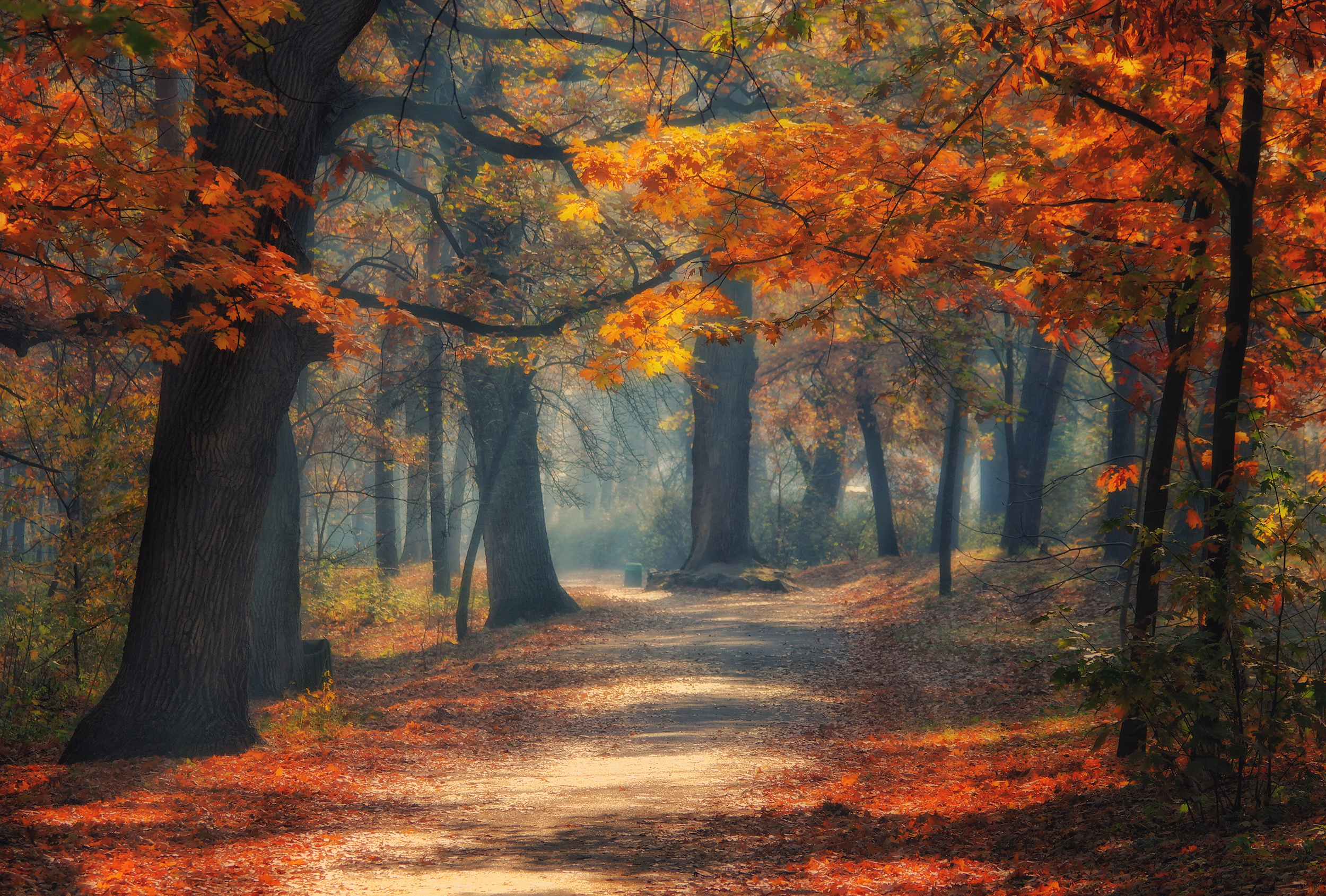
Парк «Сосновий бір» у Черкасах

- Національний дендрологічний парк «Софіївка» (має також міжнародний статус)
- Черкаський міський парк «Сосновий бір»
- Стрийський парк (Стрийський парк: Віртуальний 3D-тур)
- Парк імені Івана Франка (Львів)
- Сквер імені Шевченка (Тернопіль)
- Шарівський парк
- Наталіївський парк
- Краснокутський дендропарк
- Сатанівська перлина
- Гостра могила (Луганськ)

ПП-СПМ місцевого значення:
- Бережанський парк
- Заліщицький парк
- Парк культури та відпочинку імені Т.Г. ШевченкаПарк Молодіжний